# (16417) 1987 SF5
A (16417) 1987 SF5 a Naprendszer kisbolygóövében található aszteroida. Poul Jensen fedezte fel 1987. szeptember 30-án.